# Ekseption
Ekseption fue un grupo neerlandés de música rock activo entre 1967 y 1989 que destacó por sus adaptaciones a rock progresivo de música clásica. El peso del grupo ha recaído en el único miembro que ha estado presente en todos los álbumes tras distintos cambios de miembros y colaboradores, el trompetista Rein van den Broek.
El grupo logró éxito comercial en los años setenta, llegando a entrar en el top diez de los Países Bajos con la adaptación de la Quinta de Beethoven y Aire de Bach. Los cinco primeros álbumes lograron ser disco de oro, siendo el segundo, Beggar Julia's time trip (1969) ganador del Premio Edison de Holanda al álbum del año. 

## Historia
Van den Broek formó en el instituto el grupo The jokers en 1958, cambiando posteriormente su nombre a The Incrowd antes de descubrir que el nombre ya estaba tomado. Ya en 1967 deciden tocar bajo el nombre Ekseption.
Empiezan versionando temas de jazz, pop y R&B. Tras la unión del teclista Rick van der Linden al grupo en 1969 toman de referenta a The Nice y deciden hacer rock clásico, reinterpretando los clásicos para una banda de rock. Sus álbumes cuentan desde entonces con temas propios y estas reinterpretaciones de piezas clásicas.

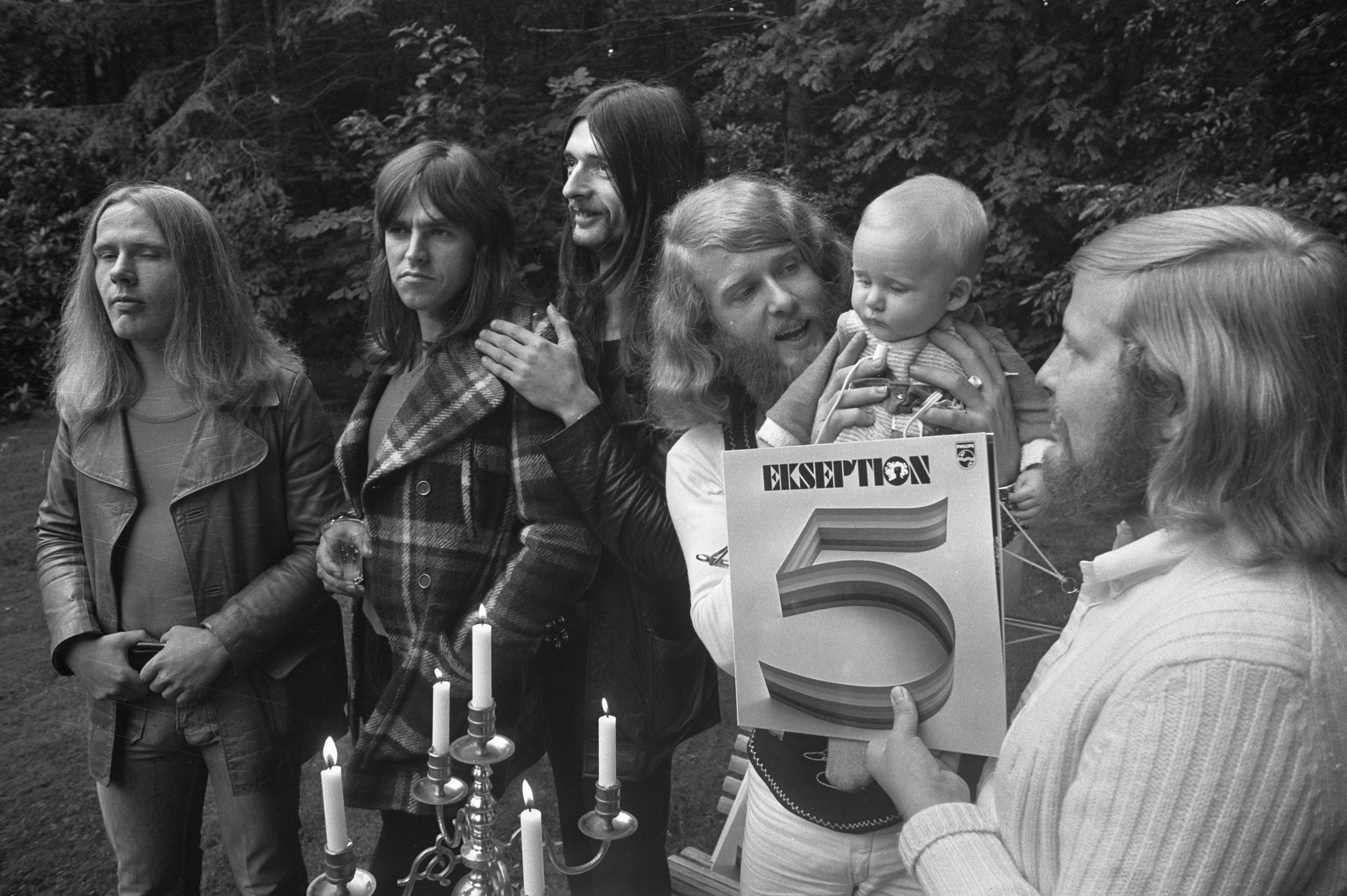
Ekseption 5 (1972)

En 1972 van der Linden se declara a sí mismo públicamente como líder del grupo durante la campaña de lanzamiento del álbum Ekseption 5. En 1973 y tras publicar Trinity sus compañeros le piden que abandone el grupo, por lo que forma un nuevo grupo llamado Trace.
En este tiempo es sustituido por Hans Jansen quien lleva el rumbo de Ekseption hacia el jazz, realizando dos discos de temas completamente propios. Sin embargo las desafortunadas ventas hacen que la banda se disuelva en 1976.
Algunos de los miembros forman el grupo Spin sin éxito. Finalmente en 1978 Spin y Trace se juntan para formar Ekseption de nuevo, y reuniones periódicas de sus miembros con otros artistas bajo la marca Ekseption continúan dándose hasta el fallecimiento de van der Linden en 2006.

## Miembros
| - Rein van den Broek - trompetat (1967-1989) - Rick van der Linden - teclado (1969–1973, 1978–1981) - Cor Dekker - bajo (1969–1975) - Peter de Leeuwe - percusión, voz (1969, 1971–1972) - Rob Kruisman - saxofón, flautas, voz (1969) - Huib van Kampen - guitarra, saxo (1969) - Dennis Whitbread (también Withbread - nombre real Dennis Witbraad) - percusión (1970) - Dick Remelink - vientos (1970–1972) - Michel van Dijk - voz (1970) - Linda van Dyck - voz (1970) - Erik van Lier - trombón, tuba (1970) - Tony Vos - saxofón, producción (1969–1971) - Steve Allet (nombre real Koen Merkelbach) - voz (1970) - Jan Vennik - saxofón, flautas (1973–1979) - Pieter Voogt - percusión (1973–1975) - Hans Jansen (nombre completo Johannes J. Jansen) - teclados(1974–1977) - Hans Hollestelle - guitarra (1974–1976) | - Max Werner - percusión (1981) - Johan Slager - bajo, guitarra (1981) - Jan Hollestelle - chelo, bajo, sintetizadores (1976) - Frans Muys van de Moer - bajo (1989–1993) - Cees Kranenburg - percusión (1976) - Inez van der Linden - voz (2003) - Mark Inneo - percusión (2003) - Bob Shields - guitarra (2003) - Meredith Nelson - bajo (2003) - Peter Tong - teclados (2003) Spin (1976-1977) - Rein van den Broek - trompeta - Jan Vennik - saxo, flautas - Hans Jansen - teclados - Hans Hollestelle - guitarra - Kees Kranenburg - percusiones - Jan Hollestelle - bajo |

## Discografía
| N.º | Título                                        | Duración |  |
| 1.  | «The 5th» (Ludwig van Beethoven)              | 3:23     |  |
| 2.  | «Dharma For One» (I. Anderson, C. Bunker)     | 3:28     |  |
| 3.  | «Little x plus» (Ekseption)                   | 3:31     |  |
| 4.  | «Sabre dance» (Aram Jachaturián)              | 3:46     |  |
| 5.  | «Air» (J.S. Bach)                             | 2:50     |  |
| 6.  | «Ritual firedance» (Manuel de Falla)          | 2:15     |  |
| 7.  | «Rhapsody in blue» (George Gershwin)          | 4:00     |  |
| 8.  | «This here» (Bobby Timmons, Jon Hendricks)    | 4:12     |  |
| 9.  | «Dance macabre opus 40» (Camille Saint-Saëns) | 2:21     |  |
| 10. | «Canvas» (Brian Bennett)                      | 2:28     |  |

| N.º | Título                                                                       | Duración |  |
| 1.  | «Ouverture» (R. van der Linden)                                              | 3:22     |  |
| 2.  | «Prologue» (R. van der Linden, L. van Dijck)                                 | 2:21     |  |
| 3.  | «Julia» (R. van der Linden, M. van Dijk)                                     | 2:21     |  |
| 4.  | «Flying power» (R. van der Linden)                                           | 0:31     |  |
| 5.  | «Adagio» (Tomaso Albinoni, Remo Giazotto)                                    | 3:45     |  |
| 6.  | «Space I» (J.S. Bach)                                                        | 0:44     |  |
| 7.  | «Italian concerto» (J.S. Bach)                                               | 4:59     |  |
| 8.  | «Concerto» (Piotr Ilich Chaikovski)                                          | 3:52     |  |
| 9.  | «Space II» (R. van der Linden)                                               | 0:26     |  |
| 10. | «Pop giant» (R. van der Linden, M. van Dijk)                                 | 3:54     |  |
| 11. | «Space III» (R. van der Linden)                                              | 0:22     |  |
| 12. | «Feelings» (R. van der Linden)                                               | 3:09     |  |
| 13. | «Epilogue» (R. van der Linden, L. van Dijck)                                 | 0:57     |  |
| 14. | «Finale (a) Music for mind (b) Theme Julia» (R. van der Linden, M. van Dijk) | 3:55     |  |

| N.º | Título | Duración |  |
| 1.  | «Peace planet» (J.S. Bach) | 3:32     |  |
| 2.  | «B 612» (R. van der Linden, W. Luikinga)                                                                                          | 4:08     |  |
| 3.  | «Morning rose» (R. van der Linden, W. Luikinga)                                                                                   | 3:04     |  |
| 4.  | «Piece for symphonic and rock group in A minor (a) Part one: Passacaglia (b) Part two: Painting» (R. van der Linden, W. Luikinga) | 5:53     |  |
| 5.  | «The lamplighter» (J.S. Bach) | 3:01     |  |
| 6.  | «Bottle mind» (R. van der Linden)                                                                                                 | 2:45     |  |
| 7.  | «On sunday they will kill the world» (S. Rajmáninov, W. Luikinga)                                                                 | 3:26     |  |
| 8.  | «Another history» (R. van der Linden, M. van Dijk)                                                                                | 4:37     |  |
| 9.  | «Rondo» (L. van Beethoven) | 5:25     |  |

| N.º | Título                                     | Duración |  |
| 1.  | «Ave Maria» (J.S. Bach, Charles Gounod)    | 2:34     |  |
| 2.  | «Body party» (R. van der Linden)           | 3:32     |  |
| 3.  | «Monlope» (Jimmy Smith, R. van der Linden) | 4:58     |  |
| 4.  | «Monkey dance» (R. van der Linden)         | 2:41     |  |
| 5.  | «Choral» (R. van der Linden)               | 4:02     |  |
| 6.  | «Partita No. 2 in C minor» (J.S. Bach)     | 5:45     |  |
| 7.  | «Piccadilly sweet» (R. van der Linden)     | 13:27    |  |

| N.º | Título | Duración |  |
| 1.  | «Introduction» (L. van Beethoven)                                                                             | 0:35     |  |
| 2.  | «Siciliano (Siciliano from Sonata for flute and harpsichord in E, BWV 1031)» (J.S. Bach)                      | 3:20     |  |
| 3.  | «Vivace (Allegro from Concerto for violin and strings in A min, BWV 1041)» (J.S. Bach)                        | 5:16     |  |
| 4.  | «For example / For sure» (Keith Emerson, R. van der Linden (credited solely to Emerson on later CD editions)) | 9:03     |  |
| 5.  | «Virginal» (R. van der Linden)                                                                                | 4:30     |  |
| 6.  | «A la turka (Alla Turca from Piano Sonata no.11 in A, K.331)» (Wolfgang Amadeus Mozart)                       | 2:26     |  |
| 7.  | «Midbar session» (R. van der Linden)                                                                          | 10:03    |  |
| 8.  | «Pie» (R. van der Linden)                                                                                     | 1:30     |  |
| 9.  | «My son» (R. van der Linden)                                                                                  | 5:12     |  |
| 10. | «Finale» (L. van Beethoven)                                                                                   | 3:40     |  |

| N.º | Título                                              | Duración |  |
| 1.  | «Toccata» (J.S. Bach)                               | 5:16     |  |
| 2.  | «The peruvian flute» (Traditional)                  | 8:04     |  |
| 3.  | «Dreams» (Tony Vos)                                 | 1:32     |  |
| 4.  | «Smile» (R. van der Linden)                         | 2:53     |  |
| 5.  | «Lonely chase» (R. van der Linden)                  | 3:10     |  |
| 6.  | «Romance» (L. van Beethoven)                        | 3:30     |  |
| 7.  | «Improvisation» (R. van der Linden)                 | 9:01     |  |
| 8.  | «Meddle» (R. van der Linden)                        | 1:07     |  |
| 9.  | «Flight of the bumblebee» (Nikolái Rimski-Kórsakov) | 3:22     |  |
| 10. | «Finale III» (R. van der Linden)                    | 2:50     |  |

| N.º | Título                                  | Duración |  |
| 1.  | «From Ekseption» (H. Jansen, J. Vennik) | 9:05     |  |
| 2.  | «Nightwalk» (J. Vennik)                 | 3:45     |  |
| 3.  | «Smokey sunset» (H. Jansen)             | 5:11     |  |
| 4.  | «De fietser» (J. Vennik)                | 1:51     |  |
| 5.  | «Sabre dance» (Aram Jachaturián)        | 2:56     |  |
| 6.  | «Brother rabbit» (R. van den Broek)     | 3:26     |  |
| 7.  | «Sunny revival» (H. Jansen, J. Vennik)  | 3:50     |  |
| 8.  | «The death of Ase» (Edvard Grieg)       | 2:20     |  |
| 9.  | «Bingo-bingo» (H. Jansen, J. Vennik)    | 6:40     |  |

| N.º | Título                                                                      | Duración |  |
| 1.  | «Pick Up the Pieces» (R. Ball, H. Stuart, A. Gorie, M. Duncan, R. McIntosh) | 6:05     |  |
| 2.  | «Bourree» (J.S. Bach)                                                       | 3:14     |  |
| 3.  | «Tramontane» (Piet Souer)                                                   | 4:17     |  |
| 4.  | «Electric swamp» (H. Hollestelle)                                           | 4:04     |  |
| 5.  | «Ramses» (Ramses Shaffy)                                                    | 1:00     |  |
| 6.  | «Mindmirror» (J. Vennik, H. Jansen)                                         | 17:28    |  |

| N.º | Título                                                                          | Duración |  |
| 1.  | «Sonata in F» (Antonio Vivaldi)                                                 | 5:20     |  |
| 2.  | «Ave Maria» (Franz Schubert)                                                    | 4:53     |  |
| 3.  | «Eine kleine Nachtmusik (Serenade nr. 13 in G K.525)» (Wolfgang Amadeus Mozart) | 4:13     |  |
| 4.  | «Clarinet concerto in A» (W.A. Mozart)                                          | 4:25     |  |
| 5.  | «Violin concerto in E minor, Op.64» (Felix Mendelssohn)                         | 5:00     |  |
| 6.  | «Have mercy on me (Erbarme Dich)» (J.S.Bach)                                    | 6:57     |  |
| 7.  | «Flute sonata nr.5 in F» (George Frideric Händel)                               | 4:53     |  |
| 8.  | «Theme from Abdelazer» (Henry Purcell)                                          | 3:58     |  |
| 9.  | «The Moldau (Ma Vlast)» (Bedřich Smetana)                                       | 6:51     |  |

| N.º | Título                                       | Duración |  |
| 1.  | «Grasshopper» (Hans Jansen, Jan Vennik)      | 4:39     |  |
| 2.  | «Spinning» (Jan Hollestelle)                 | 4:03     |  |
| 3.  | «Excenter» (Jan Vennik)                      | 5:18     |  |
| 4.  | «Sea and Seasons» (Jan Hollestelle)          | 4:57     |  |
| 5.  | «Little bitch» (Jan Hollestelle)             | 4:57     |  |
| 6.  | «Sunday afternoon's dream» (Jan Hollestelle) | 4:57     |  |
| 7.  | «Flat tyre» (Jan Hollestelle)                | 3:32     |  |
| 8.  | «Beautiful Queenie» (Hans Jansen)            | 4:37     |  |

| N.º | Título                       | Duración |  |
| 1.  | «Tarantula»                  | 5:00     |  |
| 2.  | «Baby's delight»             | 5:35     |  |
| 4.  | «Telegraphcanyon-roadrunner» | 4:15     |  |
| 5.  | «Super B»                    | 5:13     |  |
| 6.  | «Yellow kites»               | 4:07     |  |
| 7.  | «You're a clown»             | 5:57     |  |
| 8.  | «T-Ford two»                 | 5:35     |  |

| N.º | Título                                              | Duración |  |
| 1.  | «Again» (J.S. Bach)                                 | 2:22     |  |
| 2.  | «Your home» (R. van der Linden)                     | 4:47     |  |
| 3.  | «Wild flower» (R. van der Linden, R. van den Broek) | 3:17     |  |
| 4.  | «Signal» (R. van der Linden, R. van den Broek)      | 4:10     |  |
| 5.  | «Pearl» (G. F. Händel)                              | 2:22     |  |
| 6.  | «Thoughts» (R. van den Broek)                       | 3:53     |  |
| 7.  | «Summertime» (G. Gershwin)                          | 2:20     |  |
| 8.  | «Nocturne» (J.S. Bach)                              | 3:35     |  |
| 9.  | «Impromptu» (F. Schubert)                           | 2:48     |  |
| 10. | «The cat» (Lalo Schiffrin)                          | 3:19     |  |
| 11. | «Jesu joy» (J.S. Bach)                              | 3:02     |  |
| 12. | «Faith» (R. van der Linden)                         | 3:21     |  |

| N.º | Título                                  | Duración |  |
| 1.  | «The Fifth Symphony» (L. van Beethoven) | 3:02     |  |
| 2.  | «Italian Concerto» (J.S. Bach)          | 2:50     |  |
| 3.  | «Air» (J.S. Bach)                       | 4:07     |  |
| 4.  | «Rhapsody In Blue» (G. Gershwin)        | 4:06     |  |
| 5.  | «Peace Planet» (J.S. Bach)              | 3:26     |  |
| 6.  | «Sabre Dance» (A. Jachaturián)          | 4:06     |  |
| 7.  | «Concerto» (P.I Chaikovski)             | 4:06     |  |
| 8.  | «Danse De Feu» (M. De Falla)            | 2:46     |  |
| 9.  | «Adagio» (A. Albinoni, R. Giazotto)     | 3:40     |  |
| 10. | «Dance Macabre» (C. Saint-Saëns)        | 2:20     |  |
| 11. | «Haydn» (J. Haydn)                      | 2:51     |  |
| 12. | «Conchorus» (R. van der Linden)         | 4:45     |  |

| N.º | Título                                                | Duración |  |
| 1.  | «Spooky» (Ludwig van Beethoven)                       | 3:35     |  |
| 2.  | «Ekseptional» (J.S. Bach)                             | 3:30     |  |
| 3.  | «Pure» (J.S. Bach)                                    | 3:35     |  |
| 4.  | «Air» (J.S. Bach)                                     | 4:07     |  |
| 5.  | «Flying fingers» (R. Korsakov)                        | 3:59     |  |
| 6.  | «Happiness» (F. Schubert)                             | 2:44     |  |
| 7.  | «The artists» (J.S. Bach)                             | 3:02     |  |
| 8.  | «Haydn» (Joseph Haydn)                                | 3:05     |  |
| 9.  | «Just for you» (G.F. Händel)                          | 2:28     |  |
| 10. | «Drawbars» (J.S. Bach)                                | 2:52     |  |
| 11. | «Jola» (G.F. Händel)                                  | 5:04     |  |
| 12. | «The Fifth» (L. van Beethoven)                        | 3:17     |  |
| 13. | «Marlene» (F. Schubert)                               | 3:23     |  |
| 14. | «Peace planet» (J.S. Bach)                            | 3:29     |  |
| 15. | «Harmony» (J.S. Bach)                                 | 2:39     |  |
| 16. | «A believe (Jesu, joy of man's desiring)» (J.S. Bach) | 3:07     |  |
| 17. | «My pianoman» (J.S. Bach)                             | 2:38     |  |